# Escepticismo moral
El escepticismo moral es una clase de teoría metaética, cuyos miembros implican que nadie tiene ningún conocimiento moral.[cita requerida] Muchos escépticos morales también hacen la afirmación modal más fuerte de que el conocimiento moral es imposible.[cita requerida] El escepticismo moral se opone particularmente al realismo moral: la opinión de que hay verdades morales objetivas y que se pueden conocer. 
Algunos defensores del escepticismo moral incluyen a Pirrón, Enesidemo, Sexto Empírico, David Hume, J.L. Mackie (1977), Max Stirner, Friedrich Nietzsche, Richard Joyce (2001), Michael Ruse, Joshua Greene, Richard Garner, y el psicólogo James Flynn.[cita requerida] Estrictamente hablando, Gilbert Harman (1975) defiende una especie de relativismo moral, no de escepticismo moral. Sin embargo, ha influido en algunos escépticos morales contemporáneos.[cita requerida]

## Formas de escepticismo moral
El escepticismo moral se divide en tres subclases: teoría del error moral (o nihilismo moral), escepticismo moral epistemológico y no cognitivista. Las tres de estas teorías comparten las mismas conclusiones, que son: 
(a) nunca estamos justificados en creer que las afirmaciones morales (afirmaciones de la forma "estado de cosas x es buena", "acción y es moralmente obligatoria", etc.) son ciertas y, aún más
(b) Nunca sabemos que cualquier afirmación moral es cierta.
Sin embargo, cada método llega a (a) y (b) por diferentes rutas. 
La teoría del error moral sostiene que no sabemos que ninguna afirmación moral sea cierta porque 
(i) todas las afirmaciones morales son falsas,
(ii) tenemos razones para creer que todas las afirmaciones morales son falsas, y
(iii) dado que no estamos justificados para creer cualquier reclamo que tengamos razones para negar, no estamos justificados para creer ningún reclamo moral.
Escepticismo moral epistemológico es una subclase de la teoría, los miembros de los cuales incluyen escepticismo moral pirrónico y el escepticismo moral dogmático. Todos los miembros del escepticismo moral epistemológico comparten dos cosas: primero, reconocen que no tenemos justificación para creer cualquier afirmación moral, y segundo, son agnósticos sobre si (i) es verdadero (es decir, si todas las afirmaciones morales son falsas). 
- El escepticismo moral pirrónico sostiene que la razón por la que no tenemos justificación para creer cualquier afirmación moral es que es irracional para nosotros creer que cualquier afirmación moral es verdadera o que cualquier afirmación moral es falsa. Así, además de ser agnóstico sobre si (i) es verdadero, el escepticismo moral pirriónico niega (ii).
- El escepticismo moral dogmático, por otro lado, afirma (ii) y cita la verdad (ii) como la razón por la que no tenemos justificación para creer cualquier afirmación moral.

Finalmente, el no cognitivismo sostiene que nunca podemos saber que cualquier afirmación moral es cierta porque las afirmaciones morales son incapaces de ser verdaderas o falsas (no son aptas para la verdad). En cambio, las afirmaciones morales son imperativas (por ejemplo, "¡No robes bebés!"), expresiones de emoción (por ejemplo, "¡Boo!"), O expresiones de "pro-actitudes" ("No creo que los bebés deban ser robados". ) 

## Teoría de error moral
La teoría del error moral es una posición caracterizada por su compromiso con dos proposiciones: (i) todas las afirmaciones morales son falsas y (ii) tenemos razones para creer que todas las afirmaciones morales son falsas. El más famoso teórico del error moral es JL Mackie, quien defendió la visión metaética en Ética: inventar lo correcto y lo incorrecto (1977). Mackie ha sido interpretado como que da dos argumentos para la teoría del error moral. 
El primer argumento que la gente atribuye a Mackie, a menudo llamado el argumento de la inquietud, sostiene que las afirmaciones morales implican un internalismo motivador (la doctrina de que "es necesario y a priori que cualquier agente que juzgue que una de sus acciones disponibles es moralmente obligatorio" tendrá alguna motivación para realizar esa acción"). Sin embargo, como el internalismo de la motivación es falso, también lo son todas las afirmaciones morales. 
El otro argumento que a menudo se atribuye a Mackie, a menudo llamado el argumento del desacuerdo, sostiene que cualquier reclamación moral (por ejemplo, "matar bebés está mal") implica un "reclamo de razones" ("uno tiene razones para no matar bebés"). Dicho de otra manera, si "matar bebés está mal" es cierto, entonces todos tienen una razón para no matar bebés. Esto incluye al psicópata que se siente muy complacido al matar bebés, y se siente completamente miserable cuando no tiene la sangre en las manos. Pero, seguramente, (si asumimos que no sufrirá represalias) este psicópata tiene todas las razones para matar bebés y no hay razón para no hacerlo. Todas las afirmaciones morales son, pues, falsas. 

## Escepticismo moral epistemológico
Todas las versiones del escepticismo moral epistemológico sostienen que estamos injustificados en creer cualquier proposición moral. Sin embargo, a diferencia de la teoría del error moral, los argumentos escépticos morales epistemológicos para esta conclusión no incluyen la premisa de que «todas las afirmaciones morales son falsas». Por ejemplo, Michael Ruse da lo que Richard Joyce llama un «argumento evolutivo» para la conclusión de que no estamos justificados al creer en ninguna proposición moral. Argumentan que hemos evolucionado para creer proposiciones morales porque nuestra creencia en lo mismo mejora nuestra aptitud genética, o sea que hace que sea más probable que nos reproduzcamos con éxito. Sin embargo, nuestra creencia en estas proposiciones mejoraría nuestra aptitud, incluso si todas fueran falsas: nos harían más cooperativos, por ejemplo. Por lo tanto, nuestras creencias morales no responden a la evidencia, sino que son análogas a las creencias de un paranoico. Como un paranoico estaría claramente injustificado en creer en teorías de conspiración, también somos injustificados en creer proposiciones morales, por lo tanto, tenemos razones para desechar nuestras creencias morales.

## Consecuencias
El amoralismo, la idea de que debemos abandonar la moralidad, es una posible consecuencia del escepticismo moral.[cita requerida]
John E. Hare afirma que hay algunas razones para obedecer las reglas morales. Afirma que los amoralistas son lógicamente consistentes, pero tienen muchas desventajas en sus vidas.

## Críticas
Las críticas al escepticismo moral provienen principalmente dentro del realismo moral. El realista moral sostiene que, de hecho, hay buenas razones para creer que existen verdades morales objetivas y que estamos justificados para sostener muchas creencias morales. Una respuesta realista moral a la teoría del error moral sostiene que «prueba demasiado», si las afirmaciones morales son falsas porque implican que tenemos razones para hacer ciertas cosas independientemente de nuestras preferencias, entonces también lo son los «imperativos hipotéticos» (por ejemplo, «si quieres cortarte el pelo, deberías ir al barbero»). Esto se debe a que todos los imperativos hipotéticos implican que "tenemos razones para hacer aquello que nos permitirá lograr nuestros fines" y, por lo tanto, como las afirmaciones morales, implican que tenemos razones para hacer algo independientemente de nuestras preferencias.
Si las afirmaciones morales son falsas porque tienen esta implicación, entonces también lo son los imperativos hipotéticos. Pero los imperativos hipotéticos son ciertos. Por lo tanto, el argumento de la no ejemplificación de (lo que Mackie denomina «prescriptividad objetiva» para la teoría del error moral falla). Russ Shafer-Landau y Daniel Callcut han descrito estrategias antiescépticas. Callcut argumenta que el escepticismo moral debe analizarse en las clases de ética introductorias a fin de comprender que «si todas las opiniones sobre la moralidad, incluidas las escépticas, enfrentan dificultades, la adopción de una posición escéptica no es un escape de la dificultad».